# Wyolestes
Gli wyolestidi (Wyolestidae) sono una famiglia (o forse una sottofamiglia, Wyolestinae) di mammiferi estinti, dalla collocazione sistematica incerta. Vissero nell'Eocene inferiore e medio (50 – 45 milioni di anni fa). I loro resti sono stati ritrovati in Asia e in Nordamerica. In questa famiglia di mammiferi c'è solo un genere Wyolestes.

## Descrizione e classificazione
Conosciuti quasi esclusivamente per la dentatura, questi mammiferi possedevano lunghi canini aguzzi e molari notevolmente sviluppati; in generale, la dentatura era piuttosto primitiva, ma era abbastanza caratteristica da permettere di considerare i wyolestidi un gruppo valido. Alcuni studiosi li hanno avvicinati ai didimoconidi (Didymoconidae), un'altra famiglia  di enigmatici mammiferi del Terziario inferiore, mentre altri hanno visto similitudini con i creodonti, primitivi mammiferi carnivori, o con gli acreodi, strani animali dall'aspetto da lupi ma dotati di zoccoli. Altri studiosi, invece, hanno preferito non assegnare i wyolestidi ad alcun gruppo tassonomico oltre a quello degli euteri (Eutheria), a dimostrazione di come sia difficile classificare un gruppo tassonomicamente valido in mancanza di resti fossili adeguati. Recenti ritrovamenti più completi (Zack, 2004) potrebbero chiarire maggiormente le affinità di questi misteriosi mammiferi.